# Аполлонівка (Звягельський район)
Аполло́нівка — село в Україні, у Ємільчинській селищній територіальній громаді Звягельського району Житомирської області. Населення становить 144 особи (2001).

## Населення
В кінці 19 століття — 214 мешканців та 41 двір, у 1906 році проживало 205 осіб, дворів — 34.
Кількість населення, станом на 1923 рік, становила 358 осіб, кількість дворів — 69, на 1924 рік — 358 осіб, з перевагою населення польської національності; кількість дворів — 69.
Відповідно до результатів перепису населення 1989 року, кількість населення, станом на 12 січня 1989 року, становила 194 особи.
Станом на 5 грудня 2001 року, відповідно до перепису населення України, кількість мешканців становила 144 особи.

## Історія
В кінці 19 століття — слобода Емільчинської волості Новоград-Волинського (Звягельського) повіту, за 52 версти (57 км) від Новограда-Волинського.
У 1906 році — слобода Емільчинської волості (2-го стану) Новоград-Волинського повіту Волинської губернії. Відстань до повітового центру, м. Новоград-Волинський, становила 52 версти, до волосного центру, с. Емільчин — 12 верст. Найближче поштово-телеграфне відділення розташовувалося в Емільчині.
У 1923 році слобода увійшла до складу Степанівської сільської ради, котра, від 7 березня 1923 року, стала частиною новоутвореного Емільчинського (згодом — Ємільчинський) району Коростенської округи. Відстань до районного центру, містечка Емільчин, становила 15 верст, до центру сільської ради, с. Степанівка — 3 версти. 8 вересня 1925 року село включене до складу новоствореної польської національної Анжелинської (від 7 червня 1946 р. — Красногірська) сільської ради.
Під час загострення сталінських репресій проти українського народу, в 30-і роки минулого століття, органами НКВС заарештовано і позбавлено волі на різні терміни 25 жителів села, з яких 15 чол. розстріляно. Всі постраждалі реабілітовані.
У 1941—44 роках — центр Аполлонівської сільської управи. 11 серпня 1954 року село передане до складу Нараївської сільської ради, 2 вересня 1954 року — до Мокляківської сільської ради Ємільчинського району Житомирської області.
29 березня 2017 року увійшло до складу новоствореної Ємільчинської селищної територіальної громади Ємільчинського району Житомирської області. Від 19 липня 2020 року, разом з громадою, в складі новоствореного Новоград-Волинського району Житомирської області.